# Bokklubben World Library
Bokklubben World Library  é uma série de livros clássicos, principalmente romances, publicados pela Norwegian Book Club desde 2002. É baseado em uma lista dos 100 melhores livros, como proposto por cem escritores de cinquenta e quatro países diferentes, compilada e organizada em 2002 pelo Clube do Livro Norueguês. 
A lista pretende refletir a literatura mundial, com livros de todos os países, culturas e períodos de tempo. Cada escritor teve que selecionar sua própria lista de dez livros. Os livros selecionados por esse processo e listados aqui não são classificados ou categorizados de forma alguma. Os organizadores afirmaram que "todos os livros estão em pé de igualdade", com exceção de Dom Quixote, a qual foi dado a distinção de "melhor obra literária já escrita". 
A lista a seguir organiza as obras em ordem alfabética por autor.
Fiódor Dostoiévski é o autor com a maioria de livros na lista, com quatro. William Shakespeare, Franz Kafka, e Liev Tolstói vem em seguida, cada um com três.

## Quebra do idioma e gênero
Onze dos livros incluídos na lista são escritos por mulheres, oitenta e cinco são escritos por homens e quatro têm autores desconhecidos. Esta repartição é semelhante a outras listas, como Os 100 livros do século segundo Le Monde, que foi votada por 17 000 pessoas do público em geral e contém doze livros escritos por mulheres.
Vinte e seis dos cem escritores de voto tinham a língua inglesa como sua primeira língua, que pode ser um fator para que a lista possua tantos livros escritos em inglês (29 precisamente). Mais uma vez, este fenômeno foi visível na lista da Le Monde, com 49 livros franceses.

## Lista de Livros
| Título                                           | Autor                      | Ano                            | País                               | Idioma          |
| ------------------------------------------------ | -------------------------- | ------------------------------ | ---------------------------------- | --------------- |
| Things Fall Apart                                | Chinua Achebe              | 1958                           | Nigéria                            | Inglês          |
| Fairy tales                                      | Hans Christian Andersen    | 1835–37                        | Dinamarca                          | Dinamarquês     |
| Divina Comédia                                   | Dante Alighieri            | 1308–1321                      | Itália                             | Italiano        |
| Epopeia de Gilgamesh                             | Desconhecido               | séculos XVIII – XVII a.C.      | Suméria e Império Acádio           | Acadiano        |
| Livro de Jó                                      | Desconhecido               | séculos VII – IV a.C.          | Império Aquemênida                 | Hebreu          |
| As Mil e Uma Noites                              | Desconhecido               | 700–1500                       | Índia/Irã/Iraque/Egito/Tajiquistão | Árabe           |
| Saga de Njáll                                    | Desconhecido               | século XIII                    | Islândia                           | Nórdico antigo  |
| Orgulho e Preconceito                            | Jane Austen                | 1813                           | Reino Unido                        | Inglês          |
| Le Père Goriot                                   | Honoré de Balzac           | 1835                           | França                             | Francês         |
| Molloy, Malone Dies, The Unnamable, uma trilogia | Samuel Beckett             | 1951–53                        | República da Irlanda               | Francês, Inglês |
| Decamerão                                        | Giovanni Boccaccio         | 1349–53                        | Itália                             | Italiano        |
| Ficciones                                        | Jorge Luis Borges          | 1944–86                        | Argentina                          | Espanhol        |
| Wuthering Heights                                | Emily Brontë               | 1847                           | Reino Unido                        | Inglês          |
| O Estrangeiro                                    | Albert Camus               | 1942                           | Argélia, Império Francês           | Francês         |
| Poemas                                           | Paul Celan                 | 1952                           | Romênia, França                    | Alemão          |
| Viagem ao Fim de Noite                           | Louis-Ferdinand Céline     | 1932                           | França                             | Francês         |
| Dom Quixote                                      | Miguel de Cervantes        | 1605 (parte 1), 1615 (parte 2) | Espanha                            | Espanhol        |
| Os Contos de Cantuária                           | Geoffrey Chaucer           | século XIV                     | Inglaterra                         | Inglês          |
| Estórias                                         | Anton Chekhov              | 1886                           | Rússia                             | Russo           |
| Nostromo                                         | Joseph Conrad              | 1904                           | Reino Unido                        | Inglês          |
| Great Expectations                               | Charles Dickens            | 1861                           | Reino Unido                        | Inglês          |
| Jacques, o Fatalista                             | Denis Diderot              | 1796                           | França                             | Francês         |
| Berlin Alexanderplatz                            | Alfred Döblin              | 1929                           | Alemanha                           | Alemão          |
| Crime e Castigo                                  | Fiódor Dostoiévski         | 1866                           | Rússia                             | Russo           |
| O Idiota                                         | Fiódor Dostoiévski         | 1869                           | Rússia                             | Russo           |
| Os Demônios                                      | Fiódor Dostoiévski         | 1872                           | Rússia                             | Russo           |
| Os Irmãos Karamazov                              | Fiódor Dostoiévski         | 1880                           | Rússia                             | Russo           |
| Middlemarch                                      | George Eliot               | 1871                           | Reino Unido                        | Inglês          |
| Invisible Man                                    | Ralph Ellison              | 1952                           | Estados Unidos                     | Inglês          |
| Medeia                                           | Eurípides                  | 431 a.C.                       | Grécia                             | Grego           |
| Absalão, Absalão!                                | William Faulkner           | 1936                           | Estados Unidos                     | Inglês          |
| O Som e a Fúria                                  | William Faulkner           | 1929                           | Estados Unidos                     | Inglês          |
| Madame Bovary                                    | Gustave Flaubert           | 1857                           | França                             | Francês         |
| A Educação Sentimental                           | Gustave Flaubert           | 1869                           | França                             | Francês         |
| Romancero gitano                                 | Federico García Lorca      | 1928                           | Espanha                            | Espanhol        |
| Cem Anos de Solidão                              | Gabriel García Márquez     | 1967                           | Colômbia                           | Espanhol        |
| O Amor nos Tempos do Cólera                      | Gabriel García Márquez     | 1985                           | Colômbia                           | Espanhol        |
| Fausto                                           | Johann Wolfgang von Goethe | 1832                           | Saxe-Weimar                        | Alemão          |
| Almas Mortas                                     | Nikolai Gogol              | 1842                           | Rússia                             | Russo           |
| O Tambor                                         | Günter Grass               | 1959                           | Alemanha                           | Alemão          |
| Grande Sertão: Veredas                           | João Guimarães Rosa        | 1956                           | Brasil                             | Português       |
| Fome                                             | Knut Hamsun                | 1890                           | Noruega                            | Norueguês       |
| O Velho e o Mar                                  | Ernest Hemingway           | 1952                           | Estados Unidos                     | Inglês          |
| Ilíada                                           | Homero                     | 760–710 a.C.                   | Grécia                             | Grego           |
| Odisseia                                         | Homero                     | século VIII a.C.               | Grécia                             | Grego           |
| Casa de Bonecas                                  | Henrik Ibsen               | 1879                           | Noruega                            | Norueguês       |
| Ulisses                                          | James Joyce                | 1922                           | Estado Livre Irlandês              | Inglês          |
| Estórias                                         | Franz Kafka                | 1924                           | Checoslováquia                     | Alemão          |
| O Processo                                       | Franz Kafka                | 1925                           | Checoslováquia                     | Alemão          |
| O Castelo                                        | Franz Kafka                | 1926                           | Checoslováquia                     | Alemão          |
| Shakuntala                                       | Kālidāsa                   | século I a.C. – século IV d.C. | Índia                              | Sânscrito       |
| O Som da Montanha                                | Yasunari Kawabata          | 1954                           | Japão                              | Japonês         |
| Zorba, o Grego                                   | Nikos Kazantzakis          | 1946                           | Grécia                             | Grego           |
| Filhos e Amantes                                 | D. H. Lawrence             | 1913                           | Reino Unido                        | Inglês          |
| Independent People                               | Halldór Laxness            | 1934–35                        | Islândia                           | Islandês        |
| Poemas                                           | Giacomo Leopardi           | 1818                           | Itália                             | Italiano        |
| The Golden Notebook                              | Doris Lessing              | 1962                           | Reino Unido                        | Inglês          |
| Píppi Meialonga                                  | Astrid Lindgren            | 1945                           | Suécia                             | Sueco           |
| A Madman's Diary                                 | Lu Xun                     | 1918                           | China                              | Chinês          |
| Children of Gebelawi                             | Naguib Mahfouz             | 1959                           | Egito                              | Árabe           |
| Buddenbrooks                                     | Thomas Mann                | 1901                           | Alemanha                           | Alemão          |
| A Montanha Mágica                                | Thomas Mann                | 1924                           | Alemanha                           | Alemão          |
| Moby-Dick                                        | Herman Melville            | 1851                           | Estados Unidos                     | Inglês          |
| Ensaios                                          | Michel de Montaigne        | 1595                           | França                             | Francês         |
| La Storia                                        | Elsa Morante               | 1974                           | Itália                             | Italiano        |
| Beloved                                          | Toni Morrison              | 1987                           | Estados Unidos                     | Inglês          |
| Genji Monogatari                                 | Murasaki Shikibu           | 1000–1012                      | Japão                              | Japonês         |
| O Homem Sem Qualidades                           | Robert Musil               | 1930–32                        | Áustria                            | Alemão          |
| Lolita                                           | Vladimir Nabokov           | 1955                           | Rússia/Estados Unidos              | Inglês          |
| Nineteen Eighty-Four                             | George Orwell              | 1949                           | Reino Unido                        | Inglês          |
| Metamorfoses                                     | Ovídio                     | século I d.C.                  | Império Romano                     | Latim clássico  |
| Livro do Desassossego                            | Fernando Pessoa            | 1928                           | Portugal                           | Português       |
| Contos                                           | Edgar Allan Poe            | século XIX                     | Estados Unidos                     | Inglês          |
| Em Busca do Tempo Perdido                        | Marcel Proust              | 1913–27                        | França                             | Francês         |
| Gargântua e Pantagruel                           | François Rabelais          | 1532–34                        | França                             | Francês         |
| Pedro Páramo                                     | Juan Rulfo                 | 1955                           | México                             | Espanhol        |
| Masnavi                                          | Rumi                       | 1258–73                        | Sultanato de Rum                   | Persa           |
| Midnight's Children                              | Salman Rushdie             | 1981                           | Reino Unido, Índia                 | Inglês          |
| Bostan                                           | Saadi de Xiraz             | 1257                           | Pérsia, Ilcanato                   | Persa           |
| Época de Migração para Norte                     | Tayeb Salih                | 1966                           | Sudão                              | Árabe           |
| Ensaio sobre a Cegueira                          | José Saramago              | 1995                           | Portugal                           | Português       |
| Hamlet                                           | William Shakespeare        | 1603                           | Inglaterra                         | Inglês          |
| Rei Lear                                         | William Shakespeare        | 1608                           | Inglaterra                         | Inglês          |
| Otelo                                            | William Shakespeare        | 1609                           | Inglaterra                         | Inglês          |
| Édipo Rei                                        | Sophocles                  | 430 a.C.                       | Grécia                             | Grego           |
| O Vermelho e o Negro                             | Stendhal                   | 1830                           | França                             | Francês         |
| Tristram Shandy                                  | Laurence Sterne            | 1760                           | Inglaterra                         | Inglês          |
| A Consciência de Zeno                            | Italo Svevo                | 1923                           | Itália                             | Italiano        |
| As Viagens de Gulliver                           | Jonathan Swift             | 1726                           | Irlanda                            | Inglês          |
| Guerra e Paz                                     | Liev Tolstói               | 1865–1869                      | Rússia                             | Russo           |
| Anna Karenina                                    | Liev Tolstói               | 1877                           | Rússia                             | Russo           |
| A Morte de Ivan Ilitch                           | Liev Tolstói               | 1886                           | Rússia                             | Russo           |
| As Aventuras de Huckleberry Finn                 | Mark Twain                 | 1884                           | Estados Unidos                     | Inglês          |
| Ramáiana                                         | Valmiki                    | século V a.C. - século IV a.C. | Índia                              | Sânscrito       |
| Eneida                                           | Virgílio                   | 29–19 a.C.                     | Império Romano                     | Latim clássico  |
| Mahabharata                                      | Vyasa                      | século IX a.C. – século V a.C. | Índia                              | Sânscrito       |
| Leaves of Grass                                  | Walt Whitman               | 1855                           | Estados Unidos                     | Inglês          |
| Mrs Dalloway                                     | Virginia Woolf             | 1925                           | Reino Unido                        | Inglês          |
| Ao Farol                                         | Virginia Woolf             | 1927                           | Reino Unido                        | Inglês          |
| Memórias de Adriano                              | Marguerite Yourcenar       | 1951                           | França/Bélgica                     | Francês         |

## Lista de autores pesquisados
| Nome                     | País                    |
| ------------------------ | ----------------------- |
| Chinghiz Aitmatov        | Quirguistão             |
| Ahmet Altan              | Turquia                 |
| Aharon Appelfeld         | Israel                  |
| Paul Auster              | Estados Unidos          |
| Félix de Azúa            | Espanha                 |
| Julian Barnes            | Reino Unido             |
| Simin Behbahani          | Irã                     |
| Robert Bly               | Estados Unidos          |
| André Brink              | África do Sul           |
| Suzanne Brøgger          | Dinamarca               |
| A. S. Byatt              | Reino Unido             |
| Peter Carey              | Austrália               |
| Martha Cerda             | México                  |
| Jung Chang               | China/Reino Unido       |
| Maryse Condé             | França                  |
| Mia Couto                | Moçambique              |
| Jim Crace                | Reino Unido             |
| Edwidge Danticat         | Haiti                   |
| Bei Dao                  | China                   |
| Assia Djebar             | Argélia                 |
| Mahmoud Dowlatabadi      | Irã                     |
| Jean Echenoz             | França                  |
| Kerstin Ekman            | Suécia                  |
| Nathan Englander         | Estados Unidos          |
| Hans Magnus Enzensberger | Alemanha                |
| Emilio Estévez           | Cuba                    |
| Nuruddin Farah           | Somália                 |
| Kjartan Fløgstad         | Noruega                 |
| Jon Fosse                | Noruega                 |
| Janet Frame              | Nova Zelândia           |
| Marilyn French           | Estados Unidos          |
| Carlos Fuentes           | México                  |
| Izzat Ghazzawi           | Palestina               |
| Amitav Ghosh             | Índia                   |
| Pere Gimferrer           | Espanha                 |
| Nadine Gordimer          | África do Sul           |
| David Grossman           | Israel                  |
| Einar Már Guðmundsson    | Islândia                |
| Seamus Heaney            | Irlanda                 |
| Christoph Hein           | Alemanha                |
| Aleksandar Hemon         | Bósnia e Herzegovina    |
| Alice Hoffman            | Estados Unidos          |
| Chenjerai Hove           | Zimbábue                |
| Sonallah Ibrahim         | Egito                   |
| John Irving              | Estados Unidos          |
| P. C. Jersild            | Suécia                  |
| Yasar Kemal              | Turquia                 |
| Jan Kjærstad             | Noruega                 |
| Milan Kundera            | República Tcheca/França |
| Leena Lander             | Finlândia               |
| John le Carré            | Reino Unido             |
| Siegfried Lenz           | Alemanha                |
| Doris Lessing            | Reino Unido             |
| Astrid Lindgren          | Suécia                  |
| Viivi Luik               | Estônia                 |
| Amin Maalouf             | Líbano/França           |
| Claudio Magris           | Itália                  |
| Norman Mailer            | Estados Unidos          |
| Tomás Eloy Martínez      | Argentina               |
| Frank McCourt            | Irlanda/Estados Unidos  |
| Gita Mehta               | Índia                   |
| Ana Miranda              | Brasil                  |
| Rohinton Mistry          | Índia/Canadá            |
| Abdel Rahman Munif       | Arábia Saudita          |
| Herta Müller             | Romênia                 |
| V. S. Naipaul            | Trinidad/Reino Unido    |
| Cees Nooteboom           | Países Baixos           |
| Ben Okri                 | Nigéria/Reino Unido     |
| Orhan Pamuk              | Turquia                 |
| Sara Paretsky            | Estados Unidos          |
| Jayne Anne Phillips      | Estados Unidos          |
| Valentin Rasputin        | Rússia                  |
| João Ubaldo Ribeiro      | Brasil                  |
| Alain Robbe-Grillet      | França                  |
| Salman Rushdie           | Índia/Reino Unido       |
| Nawal El Saadawi         | Egito                   |
| Hanan al-Shaykh          | Líbano                  |
| Nihad Sirees             | Síria                   |
| Göran Sonnevi            | Suécia                  |
| Susan Sontag             | Estados Unidos          |
| Wole Soyinka             | Nigéria                 |
| Gerold Späth             | Suíça                   |
| Graham Swift             | Reino Unido             |
| Antonio Tabucchi         | Itália                  |
| Fouad al-Tikerly         | Iraque                  |
| D. M. Thomas             | Reino Unido             |
| Adam Thorpe              | Reino Unido             |
| Kirsten Thorup           | Dinamarca               |
| Aleksandr Tkachenko      | Rússia                  |
| Pramoedya Ananta Toer    | Indonésia               |
| Olga Tokarczuk           | Polônia                 |
| Michel Tournier          | França                  |
| Jean-Philippe Toussaint  | Bélgica                 |
| Mehmed Uzun              | Turquia                 |
| Nils-Aslak Valkeapää     | Lapônia                 |
| Vassilis Vassilikos      | Grécia                  |
| Yvonne Vera              | Zimbábue                |
| Fay Weldon               | Reino Unido             |
| Christa Wolf             | Alemanha                |
| A. B. Yehoshua           | Israel                  |
| Spôjmaï Zariâb           | Afeganistão             |